# Acertijo lógico
Los acertijos lógicos son pasatiempos o juegos que consisten en hallar la solución de un enigma o encontrar el sentido oculto de una frase solo por vía de la intuición y el razonamiento, y no en virtud de la posesión de determinados conocimientos. La diferencia con las adivinanzas consiste en que estas, plantean el enigma en forma de rima y van dirigidas generalmente a públicos infantiles. 
 
Como para todos los juegos de lógica, un acertijo lógico debería tener una base matemática o lógica. Sin embargo, están muy difundidos los acertijos que una vez resueltos revelan una naturaleza más o menos humorística. Por ejemplo, por el hecho de estar basados en juegos de palabras o por el modo de proponer el enunciado. Un esquema más o menos típico consiste en presentar una situación paradójica y preguntar al participante cómo es posible que se produzca dicha situación.
Para resolver los acertijos más comunes hay que hacer uso de la imaginación y la capacidad de deducción. La resolución tiene que darse con el mero planteamiento del enunciado por lo que no se permite realizar preguntas.
Una subdivisión fundamental en los acertijos lógicos son los acertijos de sí o no en los que la información inicial proporcionada es incompleta. En esta categoría, el acertijo basado en paradojas, debe ser resuelto. En ellos, se describe una situación atípica y los participantes, por medio de preguntas, deben descubrir el origen de la misma. La persona que lo propone tan solo puede responder sí o no a las preguntas que le planteen por lo que estas deberán ser muy concretas. Es importante hacer saber al inicio que las soluciones no se pueden hallar por deducción por lo que será necesario realizar varias preguntas para alcanzar la respuesta correcta.

## Acertijos clásicos

### Acertijos paradójicos
Los acertijos más comunes reflejan situaciones en las que se ha producido un hecho o un resultado atípico y hay que averiguar la causa. He aquí algunos de los muchos ejemplos existentes:
1. Un vaquero vino a un pueblo con su caballo y llegó en viernes y se quedó un día y luego se fue en viernes, ¿cómo lo hizo?
2. Un hombre aparece ahorcado en su celda sin ningún apoyo bajo sus pies. Tanto la puerta como la ventana están cerradas por dentro, y no existe otra salida. No hay ningún otro mueble en la habitación. ¿Cómo lo ha hecho?
3. Un puente aguanta solamente mil kilos de peso, a partir de los cuales se hunde irremediablemente. Un camión pesa exactamente mil kilos cuando entra en el puente. A mitad de recorrido, una pluma se posa suavemente sobre él pero el puente no se hunde. ¿Por qué?
4. Al apagar un incendio forestal, un hidroavión recoge agua en el mar. Luego, descubren el cuerpo calcinado de un buzo. ¿Por qué?
5. ¿Cuántos surcos tiene un disco de audio? Un disco de vinilo, se entiende.
6. Un piloto tiene una misión. Debe volar con su avión y soltar una bomba sobre un punto determinado. Todo el aparato ha sido revisado y funciona a la perfección. Al llegar al destino, acciona los mandos pero la bomba no cae. ¿Por qué?
7. Un señor vive en el octavo piso de un edificio. Todos los días sube en ascensor hasta el cuarto y, luego, sube por las escaleras los cuatro restantes, excepto cuando llueve. ¿Por qué?
8. Aparecen tres mujeres en traje de baño. Una está contenta pero llora. Las otras dos están tristes pero sonríen. ¿Por qué?
9. Un rey está a punto de morir y llama a sus dos hijos, grandes aficionados a los caballos. El rey les dice que heredará el reino aquel que demuestre que tiene el caballo que tarde más en llegar a los confines del reino y volver. Uno de ellos decide dejar pasar los días y el otro, tras consultar a uno sabio del reino, toma un caballo y sale al galope. Al final, es este el que hereda el reino. ¿Por qué?

#### Soluciones
1. El caballo se llama "Viernes" ya que la preposición "en" te lo indica.
2. Se subió a un bloque de hielo que se convirtió en agua que, a su vez, se evaporó.// Nadie ha dicho que hubiera atado la cuerda al techo... Podía haberla atado a los barrotes de la celda.
3. Ha consumido parte de su gasolina por lo que pesa menos que cuando entró.
4. El hidroavión que recogió agua del lago para apagar el incendió lo enganchó y lo arrojó sobre el bosque.
5. Dos: uno por cada cara.
6. El avión vuela boca arriba.
7. El señor es enano y solo llega a pulsar el botón del cuarto piso, pero cuando llueve puede pulsar el botón del octavo con la punta del paraguas.
8. Se trata de un concurso de belleza; la que ha ganado llora, las que han perdido la felicitan sonriendo.
9. El príncipe que sale al galope ha tomado un caballo de la cuadra de su hermano.

### Con trampa o juego de palabras
Algunos acertijos son simples juegos de entretenimiento que encierran una pequeña trampa consistente en expresiones con doble significado o juegos de palabras. Su ventaja es que son breves y no necesitan anuncio previo, por lo que se pueden plantear en cualquier momento de una conversación. 
1. Este banco está ocupado por un padre y un hijo, el padre se llama Juan y el hijo se lo ha dicho.
2. ¿Cuántos albaricoques serías capaz de comerte en ayunas?
3. ¿Cuántas veces le puedes quitar 6 a 36?
4. ¿Qué ovejas dan más lana, las blancas o las negras?
5. Un edificio tiene siete pisos que se llaman como los días de la semana: lunes, martes, miércoles, etc. ¿Cómo se llamará al ascensor?

#### Soluciones
1. Esteban, Joel o José.
2. Generalmente, se contestará una cantidad mayor a uno. Querrás decir uno. El resto, ya no te los tomarás en ayunas.
3. Generalmente, se contestará 6. Solamente una. La siguiente se lo quitas a 30.
4. Las blancas, porque hay más.
5. Con el botón, como todos.

## Acertijos de lógica proposicional
Los acertijos que están basados en la lógica proposicional retan al espectador a obtener la respuesta correcta a partir de un conjunto de oraciones, las cuales pueden ser verdaderas o falsas según los condicionantes del propio acertijo. 
Mención especial son los acertijos basados en distintos personajes u objetos a los que se les presupone que dicen la verdad o que mienten. La variante más popular es la conocida como "Knights and Knaves" (donde los caballeros siempre dicen la verdad y los escuderos siempre mienten), aunque podemos encontrarnos otros personajes como zombis, vampiros, cofres o unicornios. Cada personaje de estos puede llevar además otro condicionante que dificulte el propio acertijo, por ejemplo: "los unicornios mienten lunes, miércoles y viernes" o "la inscripción del cofre está medio borrada por lo que no sabemos lo que pone".
Como autor de referencia de acertijos de lógica podemos destacar la figura de Raymond Smullyan, que en su obra trata toda la casuística de esta variante de lógica recreativa.
A continuación unos ejemplos que ilustran este tipo de acertijos:
1. En una prisión de la que debemos salir, existen dos puertas. Una lleva a la salida. La otra, a la muerte segura. Cada puerta está custodiada por un guardián. Sabemos que uno de ellos dice siempre la verdad y que el otro miente siempre, pero no sabemos cuál es cada uno. La cuestión es: si pudieras hacer solo una pregunta a uno de los dos, ¿qué pregunta le harías para saber qué puerta es la buena?
2. Un visitante encuentra a tres habitantes de la isla de los caballeros y escuderos (una isla donde los caballeros siempre dicen la verdad y los escuderos siempre mienten) . Se acerca al primero y le pregunta: "¿Tú eres caballero o escudero?". Este responde, pero el visitante no le entiende bien. Por su parte, el segundo dice: "Ha dicho que es escudero". Y el tercero apostilla: "Eso es mentira". ¿Qué son los habitantes segundo y tercero?
3. Tenemos 4 cofres y dentro de uno hay un tesoro. Cada cofre contiene una inscripción y sabemos que 2 dicen la verdad y 2 mienten. ¿Dónde está el tesoro?
  - Cofre 1: El tesoro no está aquí.
  - Cofre 2: El cofre 1 dice la verdad.
  - Cofre 3: El tesoro no está en el cofre 2.
  - Cofre 4: El cofre 3 está vacío.

### Soluciones
1. La pregunta que le haría es: "¿Cuál es la puerta que diría tu compañero que es la correcta?". En todo caso, la respuesta será la falsa.
2. Nadie puede decir de sí mismo que es escudero, puesto que, si es caballero, debe decir la verdad y, si es escudero, dirá igualmente que es caballero porque miente siempre. Por lo tanto, el segundo habitante miente: es escudero. Y, el tercero, dice la verdad, por lo tanto, es caballero.
3. Para que se cumpla que dos digan la verdad y dos mientan, el tesoro debe estar en el cofre 1

## Acertijos de sí o no
Como se ha dicho antes, se trata de acertijos en que los participantes deben hacer preguntas (de respuesta sí o no) hasta hallar la solución. He aquí algunos ejemplos:
1. Un hombre camina por el desierto. Llega a un puesto de bebidas y pide un vaso de agua. El camarero, en lugar de dárselo, le apunta con una pistola. El viajero dice ¡Gracias! y sigue su camino.
2. Aparece un hombre muerto en mitad del desierto  y con un fósforo en la mano.
3. Un inglés recibe un paquete, lo abre y sonríe. Lo cierra y, a su vez, lo envía a un francés, el cual lo abre y sonríe. Lo cierra y lo envía, tal cual, a un italiano, el cual hace lo mismo. Al cabo del tiempo, el italiano encuentra al cuarto amigo en un aeropuerto, el cual al bajar del avión le saluda con la mano. Inmediatamente, lo mata.
4. Un hombre se arroja por el balcón con intención de suicidarse. Al pasar por un piso oye un teléfono y se arrepiente.
5. Un hombre abre la puerta, baja las escaleras y muere.
6. Marco Antonio y Cleopatra vivían felices. Alguien entró, abrió la ventana y ambos murieron.
7. José y María se encuentran muertos en el suelo de una habitación al lado de la cama con agua y vidrios rotos.

### Soluciones
1. El caminante no tiene sed sino hipo. Por eso, pide un vaso de agua. Al apuntarle con la pistola le desaparece el hipo del susto, lo que agradece
2. Varios viajeros vuelan en un globo. De pronto, se produce una avería por lo que deben soltar lastre. Poco a poco, van arrojando todo el equipaje, incluidas sus ropas. Cuando no queda nada, alguien tiene que saltar y lo sortean por el juego de los fósforos. El que coja el más corto es el elegido
3. Un barco naufraga y solo quedan cuatro náufragos que son los protagonistas de la historia. Cuando se quedan sin comida sortean que uno se corte el brazo para comérselo. Así lo hace el inglés. Luego, le toca al francés y posteriormente, al italiano. Antes de hacerlo el cuarto, son rescatados. Entonces, llegan al acuerdo de que éste se amputará el brazo en el destino y lo enviará a sus amigos para demostrarlo. El día que el italiano lo encuentra en el aeropuerto, comprende que no fue su brazo el que les envió por lo que lo mata.
4. Ha habido una hecatombe nuclear en la tierra con un superviviente. Al verse solo en el mundo, decide suicidarse. Sin embargo, oye un teléfono por lo que comprende que hay alguien más vivo y se arrepiente
5. Se trata de un astronauta. Ha llegado a un planeta sin atmósfera y existe una fuga en su traje por lo que se asfixia.
6. Marco Antonio y Cleopatra eran dos peces que viven en su pecera. Al abrir la ventana, cayó la pecera al suelo y murieron asfixiados
7. José y María eran 2 peces que estaban en su pecera. Pero vino un terremoto y se cayeron al suelo, se rompió la pecera murieron asfixiados